# Stavîșce, Korosten
Stavîșce (în ucraineană Ставище) este localitatea de reședință a comunei Stavîșce din raionul Korosten, regiunea Jîtomîr, Ucraina.

## Demografie
Componența lingvistică a localității Stavîșce
     Ucraineană (100%)
Conform recensământului din 2001, toată populația localității Stavîșce era vorbitoare de ucraineană (100%).